# Sistema de Proteção Social dos Militares das Forças Armadas
O Sistema de Proteção Social dos Militares das Forças Armadas (SPSMFA), do estado brasileiro,  é o conjunto integrado de direitos, serviços e ações, permanentes e interativas, de remuneração, pensão, saúde e assistência, nos termos da Lei nº 6.880, de 9 de dezembro de 1980 e regulamentações específicas. 

## Histórico
Os militares das Forças Armadas há muito tempo contribuem para suas pensões de forma obrigatória e separada de outras carreiras. A origem das pensões do exército brasileiro se dá com as tenças portuguesas, que no fim do século XVIII foram reguladas pela Lei de Remuneração dos Oficiais do Exército de Portugal de 16 de dezembro de 1.790 criando o meio soldo em caso de reforma com tempo de serviço entre 20 e 25 anos, com proventos integrais acima deste tempo. 
O alvará de 23 de setembro de 1795 instituiu o Plano de Montepio para os Oficiais da Armada Portuguesa, determinando em seu Art. 1º: “Todos os oficiais deixarão, cada mês, um dia de seus respectivos soldos... estes ficarão, desde logo, confundidos com a Real Fazenda”, através desta lei iniciou-se o ciclo de contribuição da pensão militar no Brasil.
O sistema foi sendo incrementado por uma série de leis e decretos ao longo do período monárquico, sendo mantido em separado dois sistemas. O meio soldo do exército, que não dependia de contribuição, e o montepio da Marinha, que contava com contribuição.
A Lei de 6 de novembro de 1.827 concedeu a pensão de meio-soldo para viúvas, órfãos menores, filhas solteiras e mães viúvas de Oficiais do Exército.
O Decreto nº 644, de 15 de julho de 1.852 permite que oficiais da marinha que tenham pedido demissão, possam continuar contribuindo com o montepio.
O Decreto n 1.023, de 16 de julho de 1.859 estendeu o benefício ao montepio dos oficiais da Armada para as irmãs solteiras.
No decorrer da Guerra do Paraguai o Decreto 3.607, de 10 de fevereiro de 1.866 regulamentou o processo de habilitação para obtenção das pensões de oficiais militares.
Com a Proclamação da República foi editado o Decreto nº 695 de 1.890, criando um montepio para as famílias dos oficiais do Exército similar ao da Marinha, momento no qual passou a haver contribuição também do Exército, e, em contrapartida ao Decreto nº 475 de 1.890 que havia instituido o meio-soldo também para o oficial da Marinha. Nos anos seguintes foram decretadas uma série de medidas simplificando a habilitação para o recebimento do meio-soldo e do montepio (471/1.891 - 785/1.892 - 1.054/1.892)  até que em 1892 o meio-soldo também passou a necessitar de contribuição.
Por fim, a Lei nº 288 de 1.895 estipulou que o montepio dos oficiais da Armada de 1795 fosse regulado pelo mesmo decreto dos oficiais do Exército.
Na década de 1960, o Governo incorporou ao Tesouro Nacional todo o recurso do Montepio Militar, ou seja, todo o recurso que era gerido por eles, que era privado dos militares, e comprometeu-se a pagar a pensão militar em substituição, o que se estende até os dias atuais, passando por diversas modificações no transcorrer de outras seis Constituições Federais e culminando na sétima Constituição da República Federativa do Brasil de 1988 (Constituição Cidadã).
As Forças Armadas são instituições de Estado, mantidas por um “contrato social”, para atender a uma demanda da sociedade brasileira por segurança e defesa. Dentro deste contexto, os militares foram distinguidos dos servidores públicos pela Emenda Constitucional nº 18/98 e, suas peculiaridades constam no § 3º do Art. 142, § 3º da Constituição Federal (CF).
A CF, no seu Art. 142, § 3º, Inciso X: “a lei disporá sobre o ingresso nas Forças Armadas, os limites de idade, a estabilidade e outras condições de transferência do militar para a reserva, os direitos, os deveres, a remuneração, as prerrogativas e outras situações especiais dos militares, consideradas as peculiaridades de suas atividades, inclusive aquelas cumpridas por força de compromissos internacionais e de guerra”. Desta forma, o SPSM encontra-se amparado na CF/88, em que militares não possuem ou fazem parte de um regime previdenciário, e sim possuem um regime constitucional de proteção social, que abrange a remuneração, a saúde e a assistência social, como forma de compensação e reconhecimento pelas imposições das especificidades da carreira militar. 

## Medida Provisória (MP) 2.215-10/01
Em 2001, foi realizada ampla reforma na Proteção Social dos Militares, com o objetivo de reduzir os custos da União, por intermédio da Medida Provisória 2.215-10/2001, que lhes retirou inúmeros benefícios, dentre os quais: o adicional de tempo de serviço, o auxílio-moradia, a licença especial, a pensão para as filhas, o direito a contribuir para a pensão militar de dois postos acima, o acúmulo de duas pensões militares, os proventos do posto acima na reserva e a contagem do tempo em dobro da licença especial não usufruída para a passagem para a reserva remunerada.
A pensão das filhas permanece incorporado, na atualidade, somente àqueles militares e filhas que adquiriram o direito antes de 2001. 
Em 2001, todos os militares tiveram que optar pela manutenção ou não da pensão para as filhas, sendo impositivo que os mesmos passariam a contribuir para essas pensões, somando-se ao valor já pago para a manutenção dos proventos na reserva e inatividade do próprio militar. 
As esposas e filhas, quando pensionadas, após 2001, continuam pagando mensalmente para a manutenção desse benefício.
O Governo, há alguns anos, vinha estudando a necessidade de ser realizada a reforma da previdência, com a justificativa de que o déficit gerado pelo Regime Geral da Previdência Social (RGPS), Regime Próprio da Previdência Social (RPPS) e Sistema de Proteção Social dos Militares das Forças Armadas (SPSMFA) ser muito grande, não possuindo mais condições de garantia pelo Tesouro Nacional. Os militares também seriam inseridos na reforma por meio do Projeto de Lei formulado e proposto pelo Governo.